# Онжли
Онжли (фр. Angely) насеље је и општина у источном делу централне Француске у региону Бургоња, у департману Јон која припада префектури Авалон.
По подацима из 2011. године у општини је живело 159 становника, а густина насељености је износила 18,45 становника/km². Општина се простире на површини од 8,62 km². Налази се на средњој надморској висини од 220 метара (максималној 262 m, а минималној 192 m).

## Демографија
| 1962. | 1968. | 1975. | 1982. | 1990. | 1999. | 2011. |
| ----- | ----- | ----- | ----- | ----- | ----- | ----- |
| 132   | 156   | 149   | 162   | 177   | 142   | 159   |

График промене броја становника у току последњих година